# Insuffizienzgefühl
Mit der Bezeichnung Insuffizienzgefühl wird im psychopathologischen Befund laut AMDP-System ein Zustand festgehalten, in dem man nicht in die eigene Leistungsfähigkeit vertraut (Selbstvertrauen) oder in dem das eigene Selbstwertgefühl vermindert ist. Bei einer leichten Ausprägung bezieht sich das Gefühl der Insuffizienz nur auf bestimmte Themenbereiche, bei einer schweren Ausprägung bestimmt der Selbstwertverlust weite Bereiche des Lebens oder zumindest einzelne besonders wichtige Bereiche. Insuffizienzgefühle können das Symptom einer Depression sein, wobei für diese Diagnose noch weitere Symptome hinzukommen müssen. Laut AMDP-System sollen die Insuffizienzgefühle als Beschreibung des Affekts auch dann im Befund erfasst werden, wenn eine tatsächliche Beeinträchtigung vorliegt, mit der die Insuffizienzgefühle begründet werden können.